# Invasión iraquí de Kuwait
La Invasión de Kuwait fue una operación militar llevada a cabo por el Irak de Sadam Huseín contra el Emirato de Kuwait, perpetrada entre los días 2 y 4 de agosto de 1990. Irak pasó a ocupar militarmente el país durante los siete meses siguientes.  La invasión fue condenada internacionalmente, y el Consejo de Seguridad de las Naciones Unidas (CSNU) adoptó numerosas resoluciones instando a Irak a retirarse del territorio kuwaití. Sin embargo, el ejército iraquí continuó ocupando Kuwait y desafió todas las órdenes del Consejo de Seguridad de la ONU. Después de establecer inicialmente la «República de Kuwait» como un Estado títere, Irak se anexionó todo el país el 28 de agosto de 1990; el norte de Kuwait se convirtió en el distrito de Saddamiya Al-Mutlaa y se fusionó con la actual gobernación de Basora, mientras que el sur de Kuwait se convirtió en la nueva gobernación de Kuwait.  En noviembre de 1990, la adopción de la Resolución 678 del Consejo de Seguridad de la ONU dio oficialmente a Irak un ultimátum para que se retirara incondicionalmente antes del 15 de enero de 1991 o, de lo contrario, sería retirado por «todos los medios necesarios» del territorio kuwaití. En previsión de una guerra con Irak, el Consejo de Seguridad de la ONU autorizó la formación de una coalición militar liderada por Estados Unidos. 
Esta repentina invasión, causada por una serie de conflictos económicos y territoriales, tuvo como consecuencia el derrocamiento del emir Yaber III, y la proclamación de la República de Kuwait, satélite de Irak, que sería anexionada semanas después. El acto desencadenó la condena internacional, y es el prólogo de la guerra del Golfo, que se internacionalizará a principios de 1991 con el lanzamiento de la Operación Tormenta del Desierto. Kuwait acabará siendo liberado, pero sus pozos de petróleo serán incendiados tras la retirada iraquí.

## Antecedentes

Mapa de Irak en 1990, con Kuwait como provincia (Gobernación de Kuwait).

### Deuda financiera
Durante la guerra entre Irán e Irak en la década de 1980 el emirato de Kuwait, que se veía amenazado por la Revolución Islámica de 1979 en Irán, se convirtió en el principal aliado y sustento económico de Irak. Las cuantiosas ayudas económicas kuwaitíes le ocasionaron incluso algunas escaramuzas cometidas por el régimen de Teherán. El puerto de la Ciudad de Kuwait fue utilizado durante aquellos años como el principal puerto de facto de Irak, ya que sus escasas salidas al mar eran asimismo escenario de batalla.
No obstante, una vez finalizada la guerra, Kuwait comenzó a reclamar la devolución de todo el dinero prestado, que Irak, en una situación económica muy delicada, no era capaz de pagar. El régimen de Bagdad solicitó una condonación de la deuda, argumentando que habían luchado contra el régimen iraní, que era una amenaza también para Kuwait. A lo largo de 1989 se mantuvieron encuentros bilaterales, sin que llegaran a ningún acuerdo.
Según investigaciones periodísticas posteriores, el primer objetivo de Sadam era el de poner sus manos en el Banco Central de Kuwait, desde donde tomó el oro, y toda la reserva de dinares kuwaitíes. Se llevaron 160.000 millones, en camiones, a Bagdad.

### Pelea por el petróleo
En 1988, Issam al-Chalabi, el ministro del Petróleo de Irak, solicitó a la OPEP una reducción de la producción diaria de barriles, con la intención de que el consiguiente aumento del precio del crudo estimulara los ingresos de sus mermadas arcas públicas. Sin embargo la política de Kuwait era justo la contraria, favorable a un aumento progresivo de la cuota de producción diaria. Con estos motivos, el gobierno de Bagdad acusó a Kuwait de que su política petrolera era una agresión contra Irak.
Al mismo tiempo, ambos países estaban explotando el enorme campo petrolífero de Rumaila, uno de los mayores del mundo, que se encuentra en bolsas subterráneas próximas a la frontera entre ambos. Irak acusó a Kuwait de estar usando técnicas avanzadas y robándole su petróleo, ante lo que exigieron compensaciones. Los kuwaitíes mientras tanto aseguraban que tan solo era una excusa para justificar una agresión.

### Expansión territorial de Irak
Irak siempre ha argumentado tener derechos sobre Kuwait, ya que este territorio pertenecía al Valiato de Basora, dentro del Imperio Otomano. Fue en la Convención Anglo-Otomana de 1913 cuando se sientan las bases para hacer de Kuwait un territorio independiente al interés británico. Consideran así a Kuwait un enclave estratégico, como el principal puerto natural de Irak en el Golfo Pérsico, y consideran su independencia como un bloqueo marítimo a Irak gestado a principios de siglo XX.

## Invasión

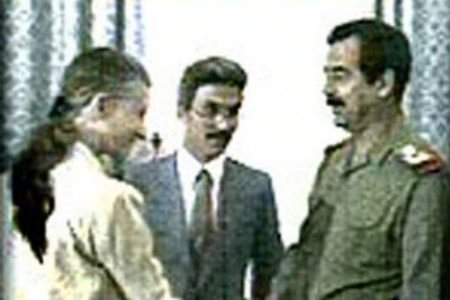
Primer encuentro entre April Glaspie, embajadora de EEUU en Irak, con Sadam Huseín

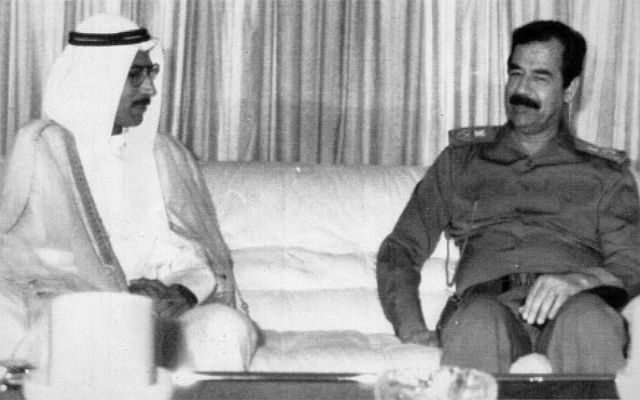
Alaa Husein Alí y Sadam Huseín.

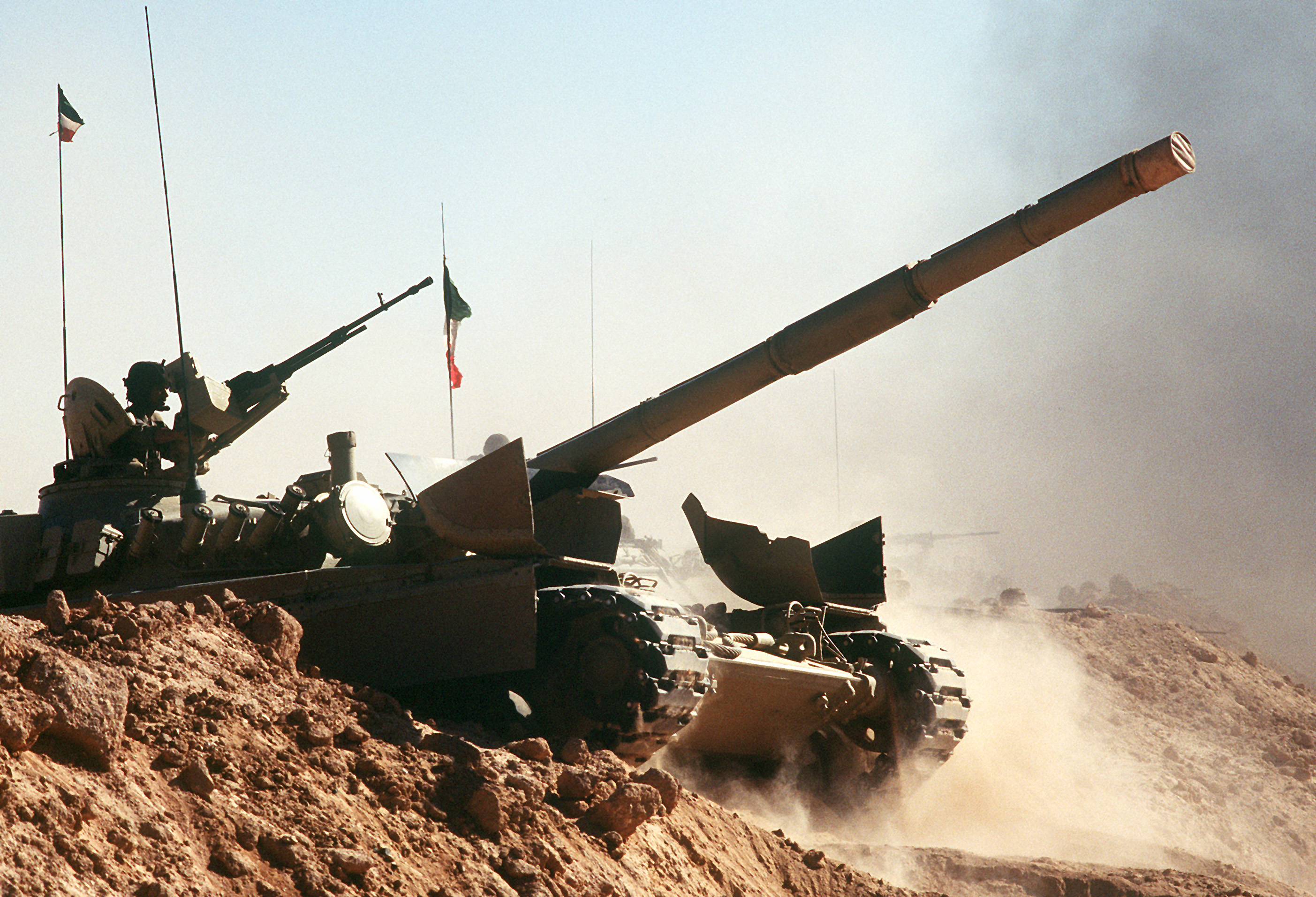
Un M-84 kuwaití durante la Operación Escudo del Desierto, en 1990.

El 1 de agosto, tras varios meses de amenazas y desencuentros, tuvo lugar una cumbre en la ciudad de Yeda, en Arabia Saudita, donde la diplomacia de ambos países trataba de llegar a un acuerdo que pusiera solución a todas las reclamaciones de los 2 estados vecinos. Irak para presionar, tenía congregado un contingente militar de casi 100.000 hombres en su frontera. Las negociaciones se dieron por fracasadas, quedando las relaciones diplomáticas rotas de facto.
La madrugada del 2 de agosto de 1990, Sadam Huseín lanza un ataque por sorpresa y las tropas de Irak cruzan la frontera terrestre de Kuwait, en una operación que había sido preparada en secreto, y que pese a las amenazas, tomó a las fuerzas kuwaitíes totalmente desprevenidas. Cerca de 90.000 soldados entran en Kuwait por tierra, mar y aire. Las tropas de tierra, en las que entraron columnas de hasta 500 tanques, avanzaron desde el norte hasta llegar a los alrededores de la Ciudad de Kuwait, donde tuvo lugar la Batalla de los Puentes. Al mismo tiempo, varios helicópteros Mi-24 así como varios escuadrones de cazabombarderos Su-22, Su-25, Mirage F-1 y Mig-23 atacaron posiciones por todo el país, bombardeando bases aéreas y varios puntos estratégicos. La aviación kuwaití, que protagonizó algunas luchas aéreas, fue en su mayor parte evacuada a Arabia Saudita.
Por tierra, cuando las tropas ocuparon la ciudad, tuvo lugar la Batalla del Palacio de Dasman, en la residencia oficial del Emir de Kuwait. El emir Yaber III huyó por aire hacia el desierto de Arabia, pero su hermano, el jeque Fahd al-Ahmad se atrincheró junto con fuerzas militares kuwaitíes para defender la plaza. Tras una dura batalla, el palacio fue finalmente asaltado e incendiado, y el jeque asesinado. Se capturó el puerto de al-Ahmadi, por donde sale el 80% del petróleo kuwaití.
La invasión, en un claro ejemplo de guerra-relámpago, fue arrolladora y prácticamente consumada el día 2. Durante los otros 2 días se dedicaron a desplegar el resto de tropas, y a sofocar los focos de resistencia local que quedaban atrincherados en algunas posiciones.

## Consecuencias

movimientos de tropas de la coalición entre el 24 y 28 de febrero de 1991 durante la Operación Tormenta del Desierto.

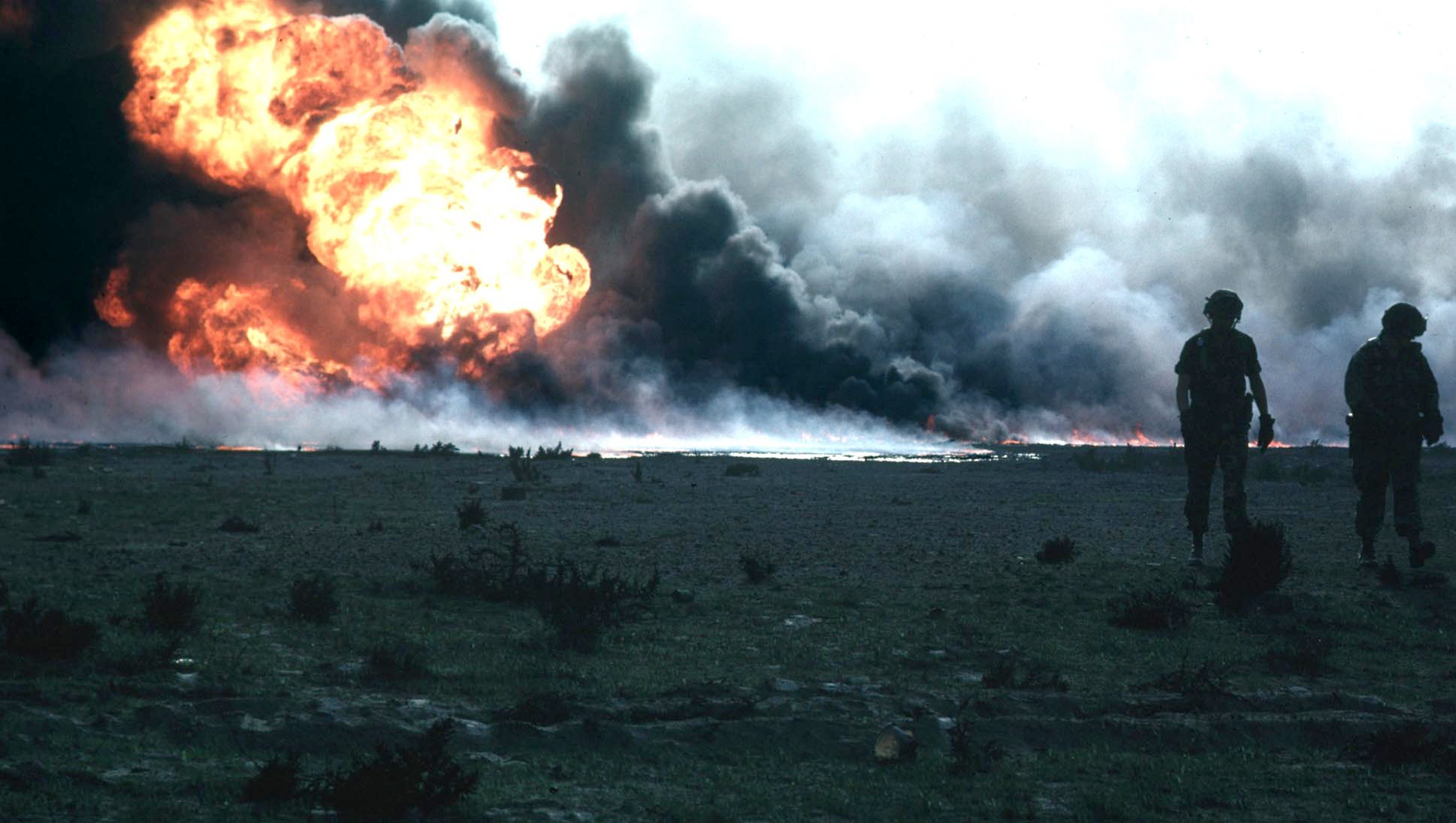
Las fuerzas iraquíes en retirada incendiaron más de 600 pozos de petróleo kuwaitíes, lo que causó grandes daños ambientales y económicos a Kuwait.

La invasión, llevada a cabo ante la sorpresa mundial, tuvo pronto una reacción de condena internacional. El Consejo de Seguridad de la ONU promulgó el mismo día 2 la Resolución 660 en el que instaba a Irak a retirarse de Kuwait y volver inmediatamente al statu-quo anterior a la invasión. 
El 4 de agosto, la potencia ocupante da por derrocado el gobierno del emir Yabar, acusándole de ser un líder impopular, antidemocrático y opresor contra su población. Se constituyó el Gobierno Provisional del Kuwait Libre. El día 7, se constituye la República de Kuwait, al frente de la cual se sitúa Alaa Husein Alí. Un día después, Sadam Huseín decreta una fusión entre las Repúblicas de Irak y Kuwait. La anexión, rechazada de pleno por la comunidad internacional, que temía invasiones a terceros países, fue sin embargo consumada semanas después. El 28 de agosto, Irak absorbe definitivamente el territorio ocupado, creando la Gobernación de Kuwait, una provincia iraquí más, al frente de la cual puso como gobernador a su primo, Alí el Químico.
El nuevo estatus internacional generó una condena unánime de todos los líderes mundiales, George H. Bush, Mijail Gorbachov, Margaret Tatcher, François Mitterrand, o Helmut Kohl entre otros, exigieron sin éxito una marcha atrás que no se produjo. El movimiento de tropas y los embargos al régimen de Sadam fueron inmediatos, produciéndose en el mismo mes de agosto la Operación Escudo del Desierto, en la que se enviaron tropas estadounidenses a la frontera de Arabia Saudita para disuadir de una hipotética invasión iraquí. Tras meses de intentos diplomáticos, en enero de 1991 comenzó la Operación Tormenta del Desierto.